# تيم كينغزبيري
تيم كينغزبيري هو موسيقي كندي، ولد في 11 مارس 1977 في جيلف في كندا.

## وصلات خارجية
- تيم كينغزبيري على موقع ميوزك برينز (الإنجليزية)
- تيم كينغزبيري على موقع أول ميوزيك (الإنجليزية)
- تيم كينغزبيري على موقع ديسكوغز (الإنجليزية)